# زبان اشاره روسی
زبان اشاره روسی زبان اشاره‌ای است که توسط ناشنوایان و کم شنوایان در روسیه، تاجیکستان و احتمالاً مولداوی، گرجستان و بلاروس استفاده می‌شود. این زبان به خانواده زبان اشاره فرانسوی تعلق دارد.